# Liste der Biografien/Mayf
Liste der Biografien |
Portal Biografien |
Personensuche
# |
A |
B |
C |
D |
E |
F |
G |
H |
I |
J |
K |
L |
M |
N |
O |
P |
Q |
R |
S |
T |
U |
V |
W |
X |
Y |
Z |
?
 
Ma |
Mb |
Mc |
Md |
Me |
Mf |
Mg |
Mh |
Mi |
Mj |
Mk |
Ml |
Mm |
Mn |
Mo |
Mp |
Mq |
Mr |
Ms |
Mt |
Mu |
Mv |
Mw |
Mx |
My |
Mz
 
Maa |
Mab |
Mac |
Mad |
Mae |
Maf |
Mag |
Mah |
Mai |
Maj |
Mak |
Mal |
Mam |
Man |
Mao |
Map |
Maq |
Mar |
Mas |
Mat |
Mau |
Mav |
Maw |
Max |
May |
Maz
 
Maya |
Mayb |
Mayc |
Mayd |
Maye |
Mayf |
Mayh |
Mayi |
Mayk |
Mayl |
Maym |
Mayn |
Mayo |
Mayr |
Mays |
Mayt |
Mayu |
Mayv |
Mayw
Die Liste der Biografien führt alle Personen auf, die in der deutschsprachigen Wikipedia einen Artikel haben. Dieses ist eine Teilliste mit 14 Einträgen von Personen, deren Namen mit den Buchstaben „Mayf“ beginnt.

## Mayf

### Mayfa
- Mayfair, Billy (* 1966), US-amerikanischer Berufsgolfer

### Mayfe
- Mayfeld, Moritz von (1817–1904), österreichischer Jurist und Politiker
- Mayfeld, Wilhelm (1913–2006), deutscher Politiker (SPD), MdL

### Mayfi
- Mayfield, Baker (* 1995), US-amerikanischer American-Football-Spieler
- Mayfield, Christopher (* 1935), britischer Theologe; Bischof von Manchester
- Mayfield, Chuck (1934–2015), US-amerikanischer Country-Musiker
- Mayfield, Curtis (1942–1999), US-amerikanischer Soul-Musiker und SongwriterCurtis Mayfield (1942–1999)

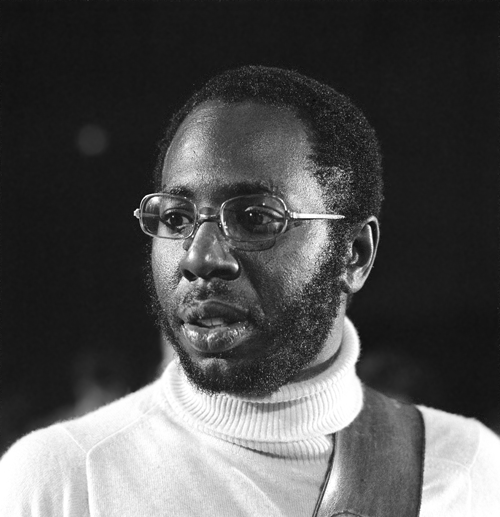
Curtis Mayfield (1942–1999)

- Mayfield, Earle Bradford (1881–1964), US-amerikanischer Politiker
- Mayfield, Imamu (* 1972), US-amerikanischer Boxer
- Mayfield, Irvin (* 1977), amerikanischer Jazzmusiker (Trompete, Komposition) und Kulturfunktionär
- Mayfield, Les (* 1959), US-amerikanischer Filmregisseur und Filmproduzent
- Mayfield, Percy (1920–1984), US-amerikanischer Rhythm-and-Blues-Musiker
- Mayfield, Sabrina, US-amerikanische Schauspielerin
- Mayfield, Scott (* 1992), US-amerikanischer Eishockeyspieler